# Gödöllő
Gödöllő (Duits: Getterle) is een gemeente met stadsrecht (sinds 1966) gelegen in het Hongaarse comitaat Pest, ongeveer 30 km ten noordoosten van de hoofdstad Boedapest. De gemeente had in 2001 29.455 inwoners. De plaats is vooral bekend vanwege het daar gelegen slot dat in het bezit was van de Habsburgers.

## Geschiedenis van de stad
Hoewel het gebied reeds in de 14e eeuw bewoond werd, begon de bloei van Gödöllő pas rond 1737 toen de plaats - dan nog een dorp - in het bezit komt van de Hongaarse grootgrondbezitter Antal Gödel, die in het dorp een slot in barokstijl bouwen laat. In 1763 verwierf het dorp marktrecht. Als de Gödel-dynastie ten onder gaat komt het gebied in handen van de Hongaarse overheid die het op haar beurt overdoet aan Frans Jozef I van Oostenrijk bij zijn kroning als koning van Hongarije na de Ausgleich tussen Oostenrijk en Hongarije. Vooral zijn echtgenote Elisabeth (Sisi) genoot erg van het buitenverblijf in Gödöllő, waarna de plaats uitgroeit tot mondain oord voor de Hongaarse adel.
Tijdens het Interbellum diende het slot van Gödöllő als zomerverblijf van de Hongaarse leider Miklós Horthy. Na de oorlog werd er door de communisten geprobeerd om het bourgeoise/adellijke karakter van de stad te verbloemen door er veel industrie te vestigen. Tevens werd in Gödöllő de hoofdvestiging van de agrarisch-wetenschappelijke universiteit van Hongarije gevestigd. Na het communistische tijdperk werd het slot van Gödöllő tot een cultuurcentrum omgebouwd.

## Tegenwoordige tijd
Gödöllő is tegenwoordig een van de vele voorsteden van Boedapest en heeft vanaf 1990 een gestaag groeiende bevolking. De stad is aantrekkelijk voor vele Boedepesters die een vrijstaande woning buiten de stad zoeken. Tussen 1990 en 2013 is de bevolking gegroeid met 6000 personen. De universiteit is inmiddels verbreed en leidt niet alleen meer op tot agrarisch ingenieur.
In 2011 was het paleis van Gödöllő de plaats van meerdere vergaderingen en conferenties tijden het Hongaars EU-voorzitterschap.

## Bevolking
Sinds 1870 is de bevolking van de stad continu gestegen, in tegenstelling tot overige plaatsen in Hongarije.
|  |

### Etniciteit
In de stad wonen voornamelijk etnische Hongaren.

## Vervoer
De stad is gelegen aan twee snelwegen en al sinds 1911 is de stad via een HÉV verbinding met Boedapest verbonden.

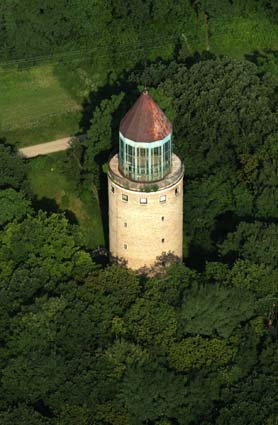
Watertoren, Gödöllő
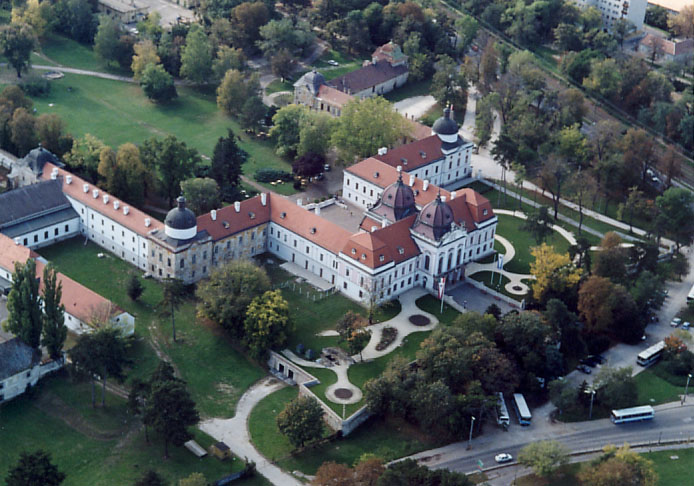
Koninklijk slot in Gödöllő

## Stedenbanden
- Aichach (Duitsland)
- Gießen (Duitsland)
- Laxenburg (Oostenrijk)
- Turnhout (België)
- Wageningen (Nederland)